# Смирнов, Виктор Михайлович
Смирнов Виктор Михайлович (род. 25 октября 1939, село Кумара, Кумарский район, Амурская область) — советский и российский военачальник, генерал-полковник (29.11.1993).
В Вооружённых Силах СССР с сентября 1957 года. Окончил Красноярское радиотехническое училище противовоздушной обороны (1960), Военную командную академию противовоздушной обороны (1971), Военную академию Генерального штаба Вооружённых Сил СССР имени К. Е. Ворошилова (1985).
С ноября 1960 года служил в радиолокационных войсках Войск ПВО страны: техник станции, начальник радиолокационной станции, командир отдельной радиолокационной роты, начальник штаба — заместитель начальника радиолокационного центра, заместитель начальника штаба центра СПРН по боевому управлению, командир центра СПРН.
С июня 1985 года — начальник оперативного отдела — заместитель начальника штаба 3-й отдельной армии предупреждения о ракетном нападении особого назначения, с сентября 1986 года — первый заместитель командующего, а с июня 1988 года — командующий 3-й отдельной армией предупреждения о ракетном нападении особого назначения.
В октябре 1991 года назначен начальником Войск противоракетной и противокосмической обороны (с сентября 1992 года должность именовалась — командующий Войсками ракетно-космической обороны).
С ноября 1997 года — начальник войск ракетно-космической обороны Ракетных войск стратегического назначения (с марта 1999 года — заместитель начальника Главного штаба РВСН по ракетно-космической обороне). Член Военного совета РВСН с 27.11.1997 г. по 15.08.2001 г.
В августе 2001 уволен в запас. Проживает в Москве. Автор 20 научных трудов. Председатель Межрегионального объединения ветеранов войск Ракетно-космической обороны (РКО), заместитель председателя Центрального совета Союза ветеранов Космических войск.

## Награды
- орден «За военные заслуги» (1996)
- орден «За службу Родине в Вооружённых Силах СССР» III степени (1989)
- медали
- Заслуженный военный специалист Российской Федерации (1999)